# Морланд, Иэн
Иэн Морланд (англ. Iain Morland; род. 1978) — британский музыкант и писатель. Ранее он читал лекции по культурной критике в Университете Кардиффа. Его работы посвящены вопросам гендера и сексуальности, медицинской этики и науки. В 2005 году Times Higher Education назвал Морланда ведущим ученым в области исследований пола. Он был редактором издания журнала GLQ и стал соавтором Fuckology, критического анализа работ и практик Джона Мани. В 2002 году Морланд стал соучредителем Critical Sexology, серии междисциплинарных семинаров по гендерным вопросам и сексуальности.

## Биография
Морланд — интерсекс и в детстве подвергся многочисленным хирургическим вмешательствам. Большая часть его работ посвящена влиянию таких вмешательств в исследовании медицинской  этики, а также взаимосвязи между интерсекс-опытом и квир-теорией. Он имеет докторскую степень и ранее читал лекции по культурной критике и гендерным исследованиям в Университете Кардиффа в Великобритании.

## Выборочная библиография

### Статьи в журналах
- Iain Morland. Afterword: Genitals are history (англ.) // Postmedieval. — 2018. — Июнь (т. 9, № 2). — С. 209–215. — ISSN 2040-5960. — doi:10.1057/s41280-018-0083-5.
- Iain Morland. Intersex (англ.) // TSQ: Transgender Studies Quarterly. — 2014. — Январь (т. 1, № 1–2). — С. 111–115. — ISSN 2328-9252. — doi:10.1215/23289252-2399758.
- Iain Morland. The Injured World: Intersex and the Phenomenology of Feeling (англ.) // differences: A Journal of Feminist Cultural Studies. — 2012. — Январь (т. 23, № 2). — С. 20–41. — ISSN 2328-9252. — doi:10.1215/10407391-1629803.
- Iain Morland. Is intersexuality real (англ.) // extual Practice. — 2010. — Январь (т. 15, № 3). — С. 527–547. — doi:10.1080/09502360110070439.
- Iain Morland. What Can Queer Theory Do for Intersex? (англ.) // GLQ: A Journal of Lesbian and Gay Studies. — 2009. — Январь (т. 15, № 2). — С. 285–312. — ISSN 1064-2684. — doi:10.1215/10642684-2008-139.
- Iain Morland. II. Intimate Violations: Intersex and the Ethics of Bodily Integrity (англ.) // Feminism & Psychology. — 2008. — Т. 18, № 3. — С. 425–430. — doi:10.1177/0959353508095926.
- Iain Morland. 'The Glans Opens Like a Book': Writing and Reading the Intersexed Body (англ.) // Continuum: Journal of Media & Cultural Studies. — 2005. — Т. 19, № 3. — С. 335–348. — doi:10.1080/103043110500176586.

### Книги
- Downing, Lisa; Morland, Iain; Sullivan, Nikki. Fuckology. — Chicago: University of Chicago Press, 2014. — ISBN 9780226186757.
- Iain Morland. Gender and the Science of Difference: Cultural Politics of Contemporary Science and Medicine. — New Brunswick, New Jersey: Rutgers University Press, 2011. — ISBN 978-0-8135-5079-4.
- Iain Morland. Critical Intersex / Morgan Holmes. — Farnham, Surrey; Burlington, VT: Ashgate, 2009. — С. 191–213. — (Queer Interventions). — ISBN 978-0-7546-7311-8.
- Iain Morland. Critical Intersex / Morgan Holmes. — Farnham, Surrey; Burlington, VT: Ashgate, 2009. — С. 191–213. — (Queer Interventions). — ISBN 978-0-7546-7311-8.
- Iain Morland, Dino Willox. Queer Theory. — UK: Palgrave Macmillan, 2004. — (Readers in Cultural Criticism). — ISBN 978-1403916945.